# KK Волопаса
KK Волопаса (лат. KK Boötis) — двойная затменная переменная звезда типа W Большой Медведицы (EW) в созвездии Волопаса на расстоянии приблизительно 1780 световых лет (около 546 парсеков) от Солнца. Видимая звёздная величина звезды — от +14,62m до +14,19m. Орбитальный период — около 0,2791 суток (6,6992 часов).

## Характеристики
Первый компонент — оранжевый карлик спектрального класса K. Радиус — около 0,94 солнечного, светимость — около 0,459 солнечной. Эффективная температура — около 4896 K.
Второй компонент — оранжевый карлик спектрального класса K.